# Muhallabizi
Muhallabizii au reprezentat o dinastie de guvernatori ai provinciei Ifriqiya, sub Califatul Abbasizilor (771-793).

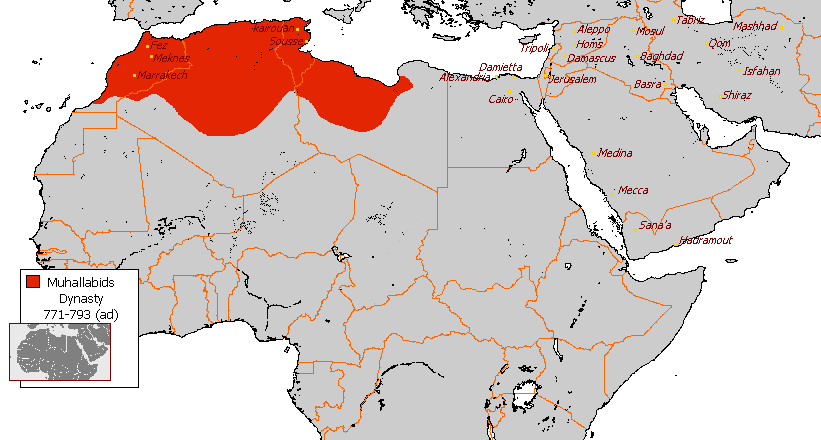
Statul dinastiei muhallabizilor în momentul maximei sale expansiuni

Deși supuși față de abbasizi, muhallabizii s-au bucurat de o mare autonomie și au fost capabili să mențină dominația arabă în fața repetatelor răscoale ale berberilor. Totuși, guvernatorii dinastiei nu au reușit să prevadă formarea și întărirea regatelor idrisizilor în Maroc și rustamizilor în Algeria centrală.
Ifriqiya a avut parte de o semnificativă redresare economică și culturală sub muhallabizi. În special agricultura a fost revigorată ca urmare a extinderii sistemelor de irigații.
Dinastia a fost înlăturată în anul 793 de către o răscoală militară. În anarhia ulterioară, dinastia aghlabizilor a izbutit să se înscăuneze ca guvernatori ai unui emirat separat (800-909).